# 체리고추
체리고추(영어: cherry pepper 체리 페퍼[*])는 재배종 고추이다.

## 특징
스코빌 지수가 100~500(SHU) 정도로, 맵지 않은 고추이다.

## 사진 갤러리

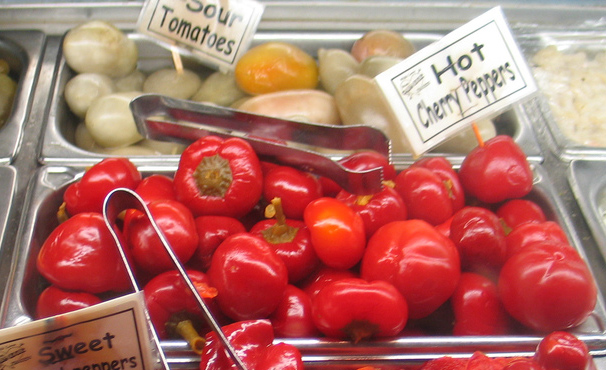
체리고추 절임